# Compagnie des tramways de Tours

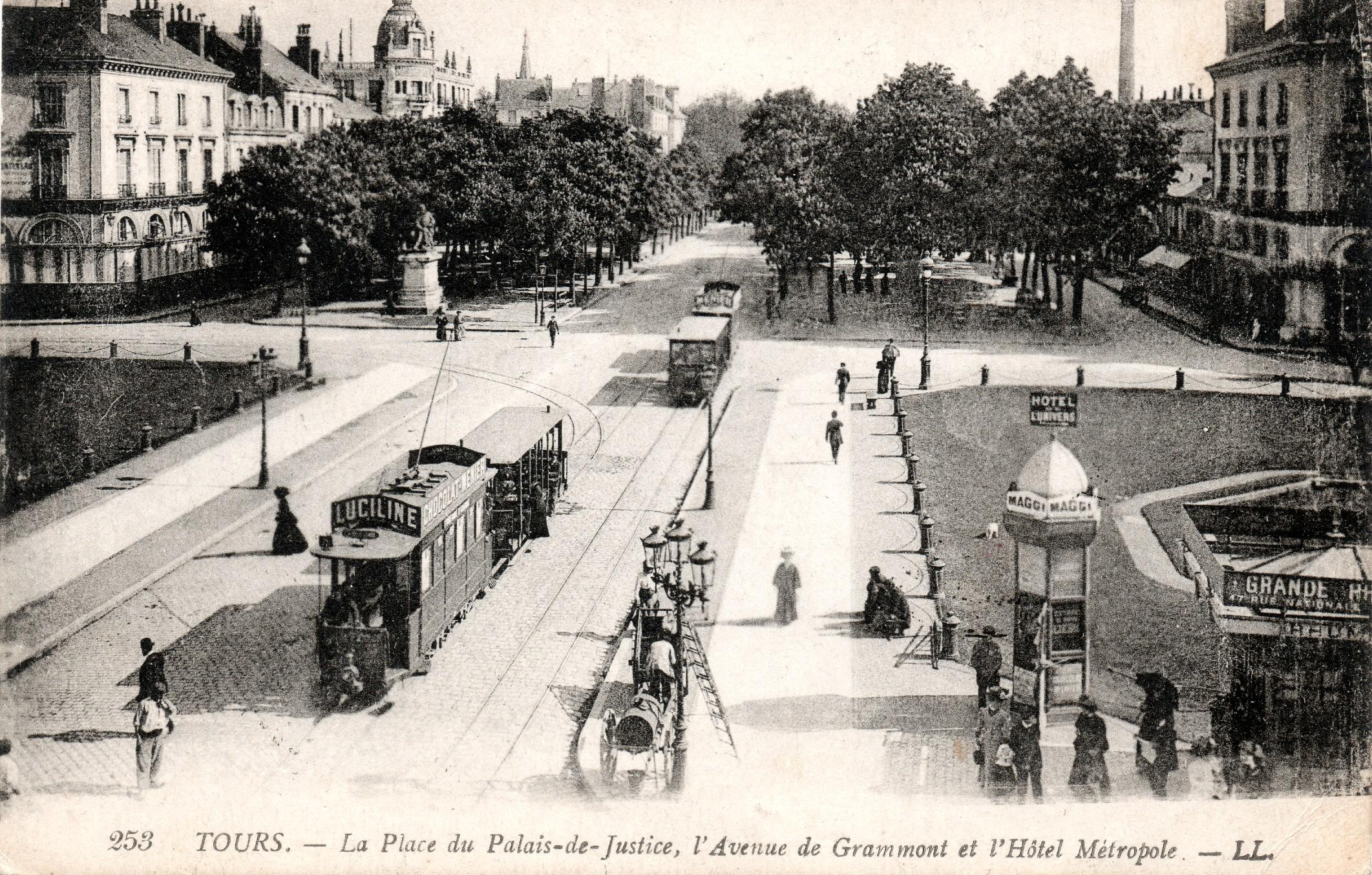
Des tramways, devant le palais de justice.

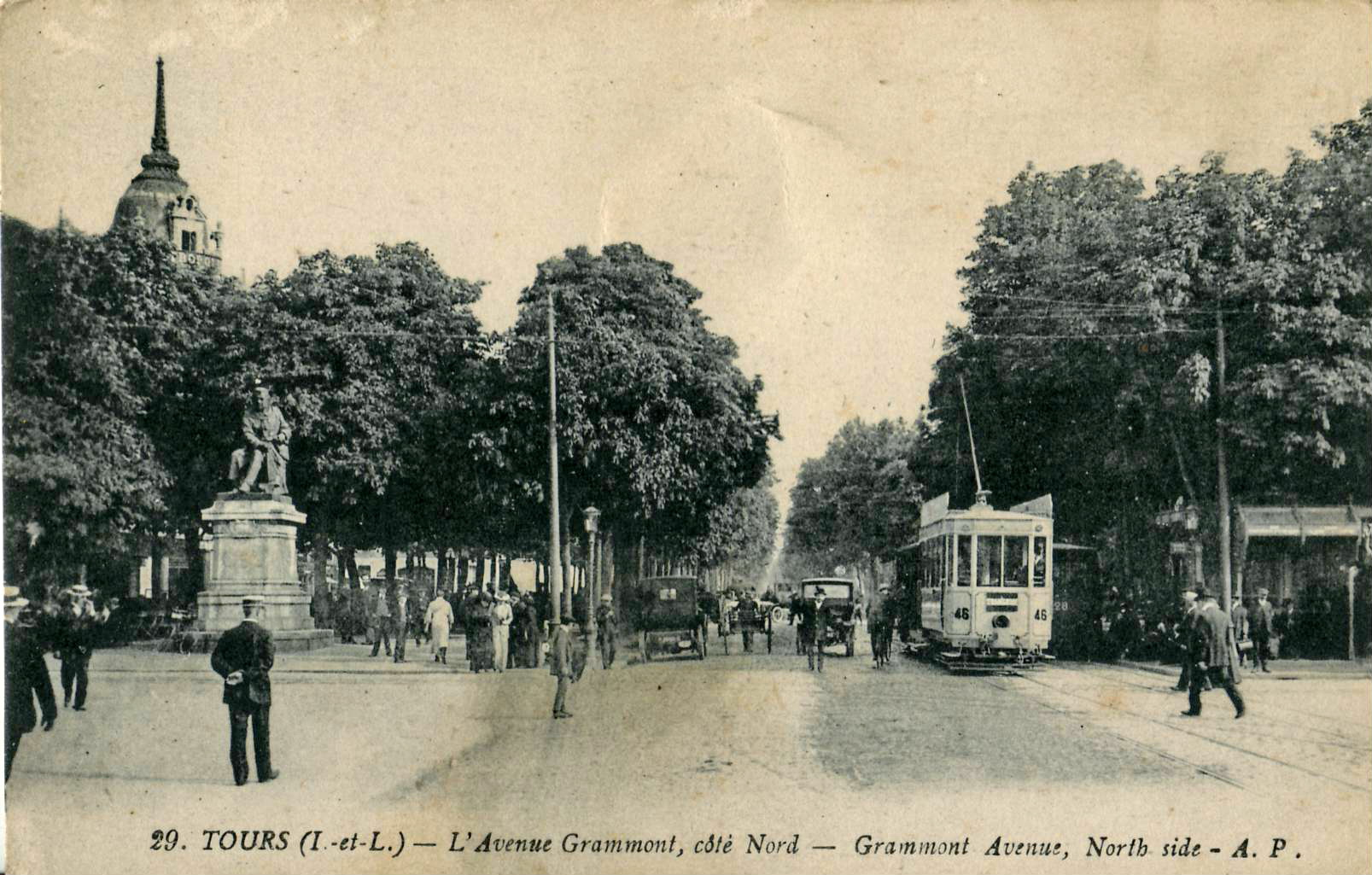
Motrice Ragheno no 46.

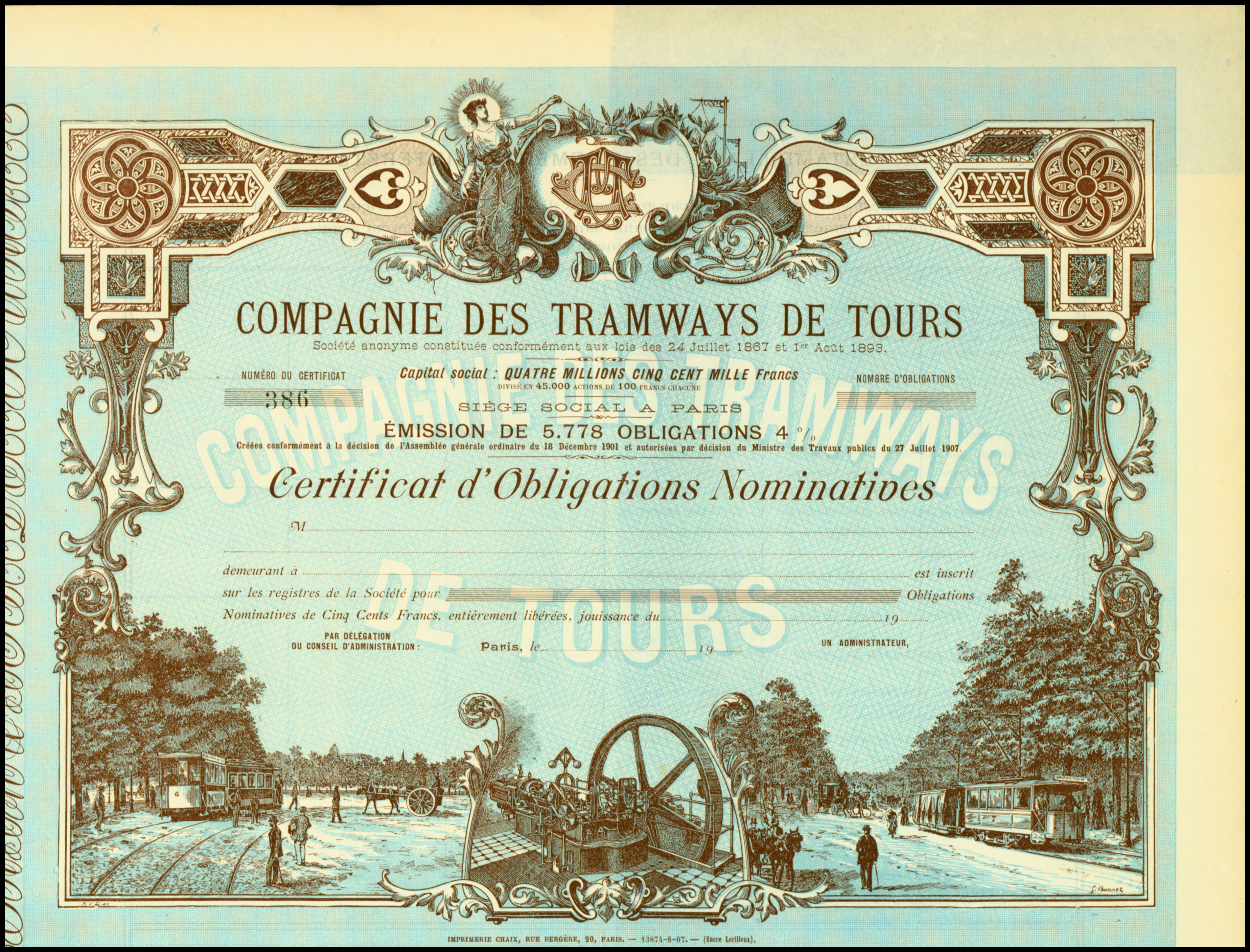
Obligation de la Compagnie des Tramways de Tours en date du 27 juillet 1907

La Compagnie des tramways de Tours (CTT) est formée le 1er juillet 1898 pour construire et exploiter un réseau de tramways électriques à voie métrique dans la ville de Tours. Son siège est à Paris 15, rue d'Argenteuil .

## Histoire
Elle récupère les actifs de la Compagnie générale française de tramways dans cette ville et se voit confier l'exploitation de la Société de Tramways à Vapeur de Tours à Vouvray. Ces deux compagnies ont créé un réseau de lignes de tramway à traction animale et mécanique. La compagnie CTT transforme ces lignes à l'écartement métrique.
Elle développe un réseau comprenant : 
- cinq lignes urbaines :

Ligne A : Barrière de Vouvray - Carrefour de Verdun (4,4 km),
Ligne B : Hôpital - Place Velpeau (4,1 km),
Ligne C : Quai d'Orléans (Barrière de Saint-Pierre-des-Corps) - Place Rabelais (1,7 km),
Ligne C' : Place Rabelais - Place Thiers (0,9 km), (prolongement de la ligne C),
Ligne D : Place Anatole-France - Place de la Victoire (0,9 km),
- trois lignes suburbaines :

Tours (Place Anatole-France) - Vouvray (9,3 km),
Tours (Place du Palais) - Saint-Avertin (6,3 km),
Tours (Place de Choiseul)- Mareuil - Luynes et Mareuil - Fondettes (embranchement) (14 km).

## Évolution du réseau
Le réseau évolue de la façon suivante :
- création d'une ligne entre la place de Choiseul et la Tranchée (0,9 km) ;
- prolongements :

- de la ligne C vers Saint-Pierre-des-Corps à l'est et Place Rabelais - Pont-Cher (2,8 km) au sud,
- de la ligne B vers la rue Édouard-Vaillant,
- de la ligne de Saint-Avertin vers Veretz et Azay-sur-Cher (9,1 km).
En 1916, la ligne C est limitée à la  section Cathédrale - Place Rabelais, en raison de l'abandon de l'extension vers Saint-Pierre-des-Corps au nord et à celui de la section Place Rabelais - Pont-Cher. La ligne D est supprimée à cette époque.
Le 1er septembre 1932, devant la concurrence routière, le tramway disparait sur les axes de banlieue : Luynes et Fondettes, Saint-Avertin et Azay-sur-Cher, Vouvray. 
Le réseau se réduit alors à trois lignes urbaines : 
- ligne A :  Sainte Radégonde - Carrefour de Verdun ;
- ligne B : Hôpital - Place Velpeau ;
- Ligne C : Cathédrale - Place Rabelais ;

et une ligne suburbaine :
- Ligne D : Place Anatole-France - La Tranchée.

En juin 1940, le pont Wilson est partiellement détruit pour bloquer l'avancée des forces allemandes. La rue Nationale subit un bombardement allemand les 19 et 20 juin. La ligne A est alors scindée en deux tronçons ; Carrefour de Verdun  -  place du Palais de Justice et Pont de Pierre - Sainte-Radégonde sur la rive droite de la Loire. 
La réparation du Pont Wilson va permettre de rétablir la ligne A en juillet 1940 et de remettre en service une section de la ligne de Fondettes jusqu'à La Guignère en juin 1942.
En 1944, les bombardements alliés détruisent le dépôt et une partie du matériel roulant. Le Pont Wilson est à nouveau neutralisé par la destruction du pont, faite par l'occupant le 22 août 1944.
Le réseau est remis en état avec le rétablissement du Pont Wilson le 10 septembre 1947. La ligne C n'a pas été remise en service. 
Alors que  les autres lignes fonctionnent, la décision de remplacer les tramways par des trolleybus est prise. Le 12 avril 1948 la ligne de la Guignère est supprimée. Le 16 avril 1949, la ligne A et la ligne de la Tranchée disparaissent. Le dernier tramway circule le 14 septembre 1949 sur la ligne B.

## Matériel roulant
Véhicules moteurs
- no 1 à 16: motrices Thomson-Houston, 1899, puissance 2 x 25cv[9]
- no 17 à 32: motrices Thomson-Houston, 1902, puissance 25cv
- no 33: motrice Thomson-Houston, 1902, voiture d'été, puissance 2 x 25cv
- no 34 à 35: motrices Thomson-Houston, 1908, puissance 2 x 30cv
- no 36 à 44: motrices La Buire, 1911-13, puissance 2 x 45cv [10]
- no 45 à 51: motrices Ragueno, 1914, puissance 2 x 50cv

Véhicules remorqués
Trois types de remorques existaient:
les remorques ouvertes et fermées livrées neuves
- no 101 à 120 livrées en 1899, seize voitures ouvertes(baladeuses) et quatre voitures fermées
- no 121 à 123, voitures ouvertes [11] (baladeuses), anciens véhicules de tramway à chevaux transformés [12] en 1900,
- no 124 à 129, voitures ouvertes (baladeuses), livrées neuves en 1907
- no 131 à 136, voitures fermées, livrées en neuves en 1907[13]

les  véhicules des compagnies disparues, transformés en remorques
- anciens véhicules de tramway à chevaux transformés
- anciennes voitures de la Société de tramways à vapeur de Tours à Vouvray
- anciennes automotrices de la Société de tramways à vapeur de Tours à Vouvray